# Colwellia maritima
Espèce
Colwellia maritima est une espèce de bactéries gram négatives de la famille des Colwelliaceae.

## Historique
Cette espèce de bactéries a été décrite en 2022, en même temps que l'espèce Polaribacter marinus. Toutes deux ont été isolées à partir de l'eau de mer.

## Description
Les Colwellia maritima sont des bacilles mobiles à coloration de Gram négative. Ce sont des bactéries aérobies dont les réactions biochimiques oxydase et catalase sont positives. Sa croissance est optimale à une température de 25 °C et dans un milieu au pH de 7 et avec une concentration de chlorure de sodium de 3 % (w/v).

## Taxonomie
Le nom correct complet (avec auteur) de ce taxon est Colwellia maritima Kristyanto et al. 2022. La souche type de cette espèce est la souche MSW7 déposée sous les identifiants JCM 35001 et KACC 22339 dans différentes banques de culture bactérienne,.

### Phylogénie
Sur la base des analyses des séquences de l'ARNr 16S, C. maritima est retrouvée classée proche de l'espèce Colwellia echini avec une homologie de séquence de près de 98,8 %. Sur la base de nouvelles analyses génomiques, certains auteurs proposent de reclassifier C. maritima dans un nouveau genre sous le nom de Paracolwellia maritima.

## Étymologie
L'étymologie du nom spécifique de C. maritima se rapporte à l'environnement marin d'où cette espèce a été isolée : ma.ri’ti.ma. L. fem. adj. maritima, signifiant de l'environnement maritime.